# Michael Albasini
Michael Albasini (født 20. december 1980) er en tidligere professionel schweizisk landevejscykelrytter.

## Resultater
1998
Vinder af  U-19 VM i landevejscykling
2002
Vinder af Skabelon:Lande data Europe U-23 VM i landevejscykling
2005
Vinder af 5. etape Tour de Suisse
Vinder af  Sprints Competition
2006
Vinder af  Mountains Competition Tour de Suisse
Vinder af  Sprints Competition Tour de Suisse
2007
Etapevinder i Circuit de la Sarthe
2008
2. plads GP Miguel Indurain
7. plads La Flèche Wallonne
2009
Vinder af  klassementet i Østrig Rundt
Vinder af 2. etape
Vinder af 4. etape i Vuelta al País Vasco
Vinder af 5. etape Tour de Suisse
9. plads i La Flèche Wallonne
2010
Vinder  samlet af Tour of Britain
Vinder af 3. etape
4. plads samlet i Polen Rundt
10. plads La Flèche Wallonne
2011
Vinder af 13. etape Vuelta a España
Vinder af GP Kanton Aargau
Vinder af  Bjergkonkurrencen i Baskerlandet Rundt
3. plads samlet Bayern Rundfahrt
Vinder af 3. etape
4. plads samlet i Tour of Oman
2012
Vinder samelet af Katalonien Rundt
Vinder af 1. etape
Vinder af 2. etape
2. plads Fleche Wallonne